# Theridion omiltemi
Theridion omiltemi är en spindelart som beskrevs av Claude Lévi 1959. Theridion omiltemi ingår i släktet Theridion och familjen klotspindlar. Inga underarter finns listade i Catalogue of Life.